# گئورگ وارطانیان
گئورگ وارطانیان با نام مستعار «امیر» (به ارمنی: Գեվորգ Անդրեվիչ Վարդանյան); (به روسی: Гево́рк Андре́евич Вартаня́н)، زاده ۱۷ فوریه ۱۹۲۴ – درگذشته ۱۰ ژانویه ۲۰۱۲) افسر اطلاعاتی و جاسوس «افسانه‌ای» اتحاد جماهیر شوروی در ایران بود.
گفته می‌شود که مهم‌ترین موفقیت وی، خنثی‌سازی «عملیات پرش بلند» برای ترور دسته‌جمعی رهبران متفقین، ژوزف استالین، وینستون چرچیل و فرانکلین روزولت در نوامبر سال ۱۹۴۳ (میلادی) در کنفرانس تهران بود که از سوی آدولف هیتلر و به مسئولیت ارنست کالتنبرونر و رهبری اتو اسکورزنی برای اجرا طراحی شده بود

## زندگی‌نامه
پدر گئورگ وارطانیان نیز افسر اطلاعاتی اتحاد جماهیر شوروی بود که در ۱۹۳۰ به ایران اعزام شد و برای ۲۳ سال تحت پوشش ظاهر یک بازرگان معمول به فعالیت پرداخت. گئورک وارطانیان حتی پیش از رسیدن به سن ۱۶ سالگی وارد سازمان اطلاعات شوروی شد. در ۱۹۵۵ او از مؤسسه زبان‌های خارجی ایروان فارغ‌التحصیل شد. همچنین همسر وی گوهار وارطانیان نیز از مأموران اطلاعاتی اتحاد جماهیر شوروی در تهران بود.

## مدال لیاقت قهرمان اتحاد جماهیر شوروی
گئورگ وارطانیان به خاطر فعالیت‌های طولانی‌مدت خود برای سازمان اطلاعات و امنیت شوروی، مدال لیاقت «قهرمان اتحاد شوروی» را دریافت کرد. او سومین مأمور اطلاعاتی اتحاد جماهیر شوروی است که به این شکل از وی قدردانی شده‌است.

## درگذشت
عصر سه شنبه ۱۰ ژانویه ۲۰۱۲ در سن ۸۷ سالگی در بیمارستانی در مسکو درگذشت و در گورستان ترویکوروفسکوی به خاک سپرده شد.

## یادبود
از مجسمه یادبود وی در محوطه مدرسه شماره ۲۰۷۰ رونمایی شد.